# Sprīdītis

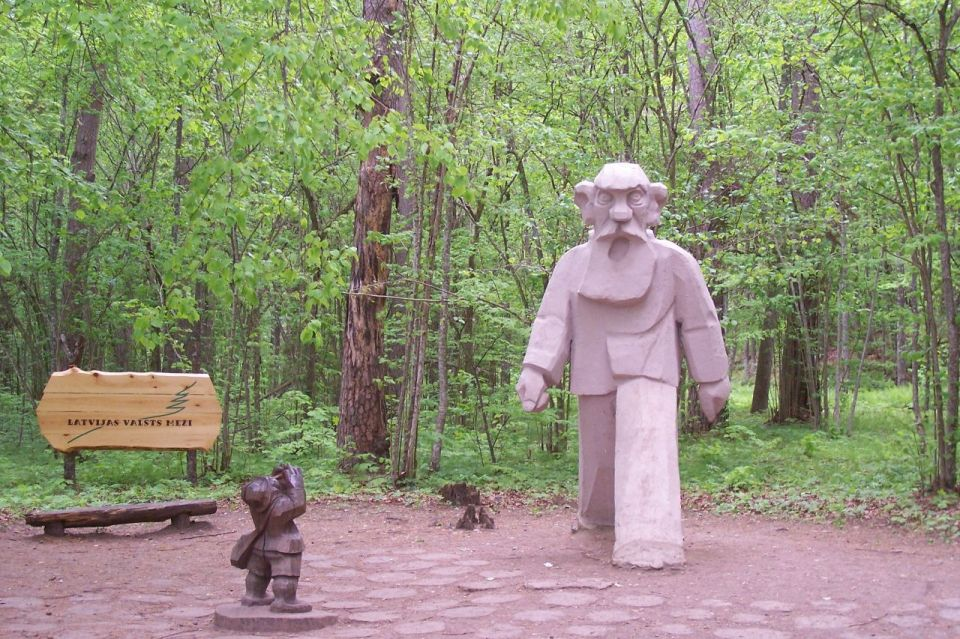
Sprīdītis jouant de la turlute devant Lutausis pour le faire danser

Sprīdītis est un roman d'Anna Brigadere.

## Synopsis
L'histoire se déroule en Lettonie, à la fin du XIXe siècle. Sprīdītis est un garçon d'une pauvre famille d'agriculteurs, à qui il va advenir une histoire incroyable dans la forêt non loin de sa maison.